# ふしづくりの音楽教育
ふしづくりの音楽教育（ふしづくりのおんがくきょういく）は、日本の音楽教師である山本弘、中村好明、大進社社長の下通進平らが提唱した音楽教育の指導法である。
ふしづくりの音楽教育は、ふしづくり、ふしづくり一本道（ふしづくりいっぽんみち、ふしづくりの音楽教育の指導段階表のこと）、ふしづくりの一本道（ふしづくりのいっぽんみち）などと称される場合もある。

## 目的
ふしづくりの音楽教育の目的は、山本弘の記述によれば、「ふしづくりという名称を用いているが、作曲技法を教えることが目的ではなく、生涯にわたって音楽を楽しむために必要な音楽能力を育てること。」としている。

## 特徴

### 発祥
山本弘は、音楽科の指導主事として仕事をしていた頃、「音楽なんて、どうしてもやらなければならないのでしょうか」と、たびたび尋ねられた。そこで、音楽教育の実態を把握するために、昭和36年「音楽感覚段階別能力表」を岐阜県教育委員会が発行した翌年、昭和37年（1962年）に、全国指導主事会議で岐阜県の『音楽能力表』とそれに準じた『能力テスト（ソノノート）』を紹介した。すると、テストで測られた児童・生徒の音楽能力が小学校1年生からほとんど変っていないという事実や、教員採用試験を受ける受験者の9割が、音楽の授業を担当する能力がなかったという事実に直面したと述べている。山本弘はその原因を以下の3つと分析している。
1. 教科の基礎になる“音楽能力”が育っていない。
2. その“音楽能力”がはっきりせぬので、それを育てる系統も方法もない。
3. そのため、子ども一人一人の成長の記録は皆無で、全体での演奏美のみ追求。

そして、その原因を解決するためには、2つが必要だと述べている。
1. 育てるべき音楽能力と、その育て方の具体的な系統を明示する。
2. 現在の教師の音楽能カで授業が出来る『具体的授業法』の確立。

現行の学習指導要領（音楽編）のあり方では、上記2つを実現させることが困難であるとし、ふしづくりの音楽教育を提唱した。
1. 山本弘と中村好明、下通進平は、尋常小学校時代の同級生で、旧制中学校に入学せずに岐阜師範学校に特待生として進級。地元高山市では話題になったことがあった。岐阜師範学校卒業後、山本は社会科教諭、中村は音楽教諭を志したが、下通は家業の印刷所（大進社）を継ぐことになったため、教師にはならなかった。

この3人が、理論の山本、実践の中村、調整の下通と言われ、ふしづくり教育の根幹を作っていった。下通は、今良寛と俗称されたほどの人格者で、この3人が揃わなければ「ふしづくり教育」は成立しなかったと言われていた。（中村好明氏長男中村隆夫氏談）

### 音楽能力の定義
ふしづくりの音楽教育では、育てるべき音楽能力を以下のように示している。
1. 「拍反応力」……どんな音楽にも体で反応し流れを外さない力。資料によっては、「拍の流れに乗る力」とも述べている。
2. 「模奏唱力」……短いふしならすぐ真似して歌い演奏できたり、前に模奏唱したふしを再び歌い演奏できる力。
3. 「即興力」……短いふしならすぐ歌い演奏できる力。
4. 「抽出力」……ふしの中からすぐ階名・リズムを抽出できる力。
5. 「変奏力」……短いふしをリズムを変えて演奏できる力。
6. 「記譜力」……きいたふしを記譜する力。

山本弘は、「これ以外にももっとあるかも知れない」と著書の中で述べている。
上記の中でも、ふしづくりの音楽教育では、どんな音楽でも体で反応し流れを外さない力として、拍反応力（「拍の流れに乗る力」として著書に記載されていることがある）をすべての基礎として重視している。そして、わらべ唄あそびが拍の流れに乗る力を育てるために極めて有効であるとしている。また、山本弘は著書の中で「国楽の創設」という主張をしているが、わらべ唄あそびを単に、拍の流れに乗る力をつけるための手段にするというよりも、西洋音楽一辺倒だったそれまでの日本の音楽教育体系を批判し改善するために、重要視している。後に、ふしづくり一本道の段階表にも、0段階として、わらべ唄あそびを導入している。
山本弘は、初期の段階では、生きた音楽を記号に分解して指導するのではなく、「○○○V」を最小の音楽ことばとして指導するように述べている。
ふしづくりの音楽教育では、聴くことが一貫して重要視され、特に初期の段階では、文字や楽譜を介さないで、たくさんの曲（具体的には、年間100曲以上）を覚えて歌ったり、ふしづくり一本道に示された音楽あそびや、わらべ唄遊びを行いながら、徐々に階名や表現など、記号の指導をしていくようにするとされている。

### ふしづくりの音楽教育を受けた児童
ふしづくりの音楽教育は、岐阜県の以下の5つの小学校で延べ約20000人の児童に実践されているという。
- 高山小学校
- 温知小学校
- 大井小学校
- 古川小学校
- 保小学校

山本弘によると、ふしづくりの音楽教育を受けた児童は、全員「初見で歌い、楽器を奏で、指揮をし、作曲もし、（教師がいなくても）自分たちで授業まで行うようになった」とされる。当時の児童の様子は、他校から古川小学校に転勤してきた教師、藤田耕作の記録や山本弘の著作の中の描写されている。また、当時の授業の様子は、山本弘によって映像として保存されており、後に編集され、東京教育技術研究所からDVDの映像が販売され、現在でも視聴ができる。その児童の姿は、当時の教育者たちには信じられなかったらしく、しばしば、公開研究会を参観した教師たちによって「八百長である」という誤解を受けたという記述が残されている。

## 歴史
昭和41年（1966年）
- 文部省研究指定校、恵那市立大井小学校で、ふしづくり一本道が発表される。
- 古川町立古川小学校が、昭和41・42年度音楽教育研究校として、岐阜県教育委員会より指定される。
- 11月14日、第11回岐阜県音楽教育研究大会で、サブテーマ「ふしづくりを通した音楽指導の系統化」として発表される。

昭和42年（1967年）
- 文部省研究指定校、池田町立温知小学校で、ふしづくり一本道が発表される。
- 文部省研究指定校、古川町立古川小学校で岐阜県指定研究発表会が行われた。（参加者400名）

昭和43年（1968年）
- 文部省研究指定校、古川町立古川小学校で、ふしづくり一本道が発表された（古川小学校では、1968年から1978年まで約10年間、ふしづくりの音楽教育を研究課題としていた）。
- 同小学校の記録では、公開研究会の来校者は年間3000人である。
- 昭和43年度「音楽教育全国大会の徳島大会」で、ふしづくりの音楽教育が研究発表された。

昭和44年（1969年）
- 文部省僻地教育研究指定校、河合村立保小学校で、ふしづくりの音楽教育が研究発表された。

昭和45年（1970年）
- 古川町立古川小学校で、鍵盤ハーモニカが採用された。
- 古川小学校では、ふしづくりの音楽教育に、小学校1年生から鍵盤ハーモニカを使用するようになった。
- 山本弘とYAMAHAとの連携により、教材用教具としての鍵盤ハーモニカの改良が行われた。改良された鍵盤ハーモニカは、全国的にそれまでの音楽教育で採用されていたハーモニカに代わるようになった。

昭和46年（1971年）
- それまでのふしづくりの音楽教育の研究を山本弘がまとめ、『音楽教育の診断と体質改善 〜音楽能力表とふしづくりの一本道〜』（絶版）を出版した。本の中で、ふしづくり一本道（当時は20段階の簡素なステップ）が一般に公開された。
- 古川町立古川小学校には、ふしづくりの音楽教育の自主発表会の参観者が1100名と記録されている。

昭和47年（1972年）

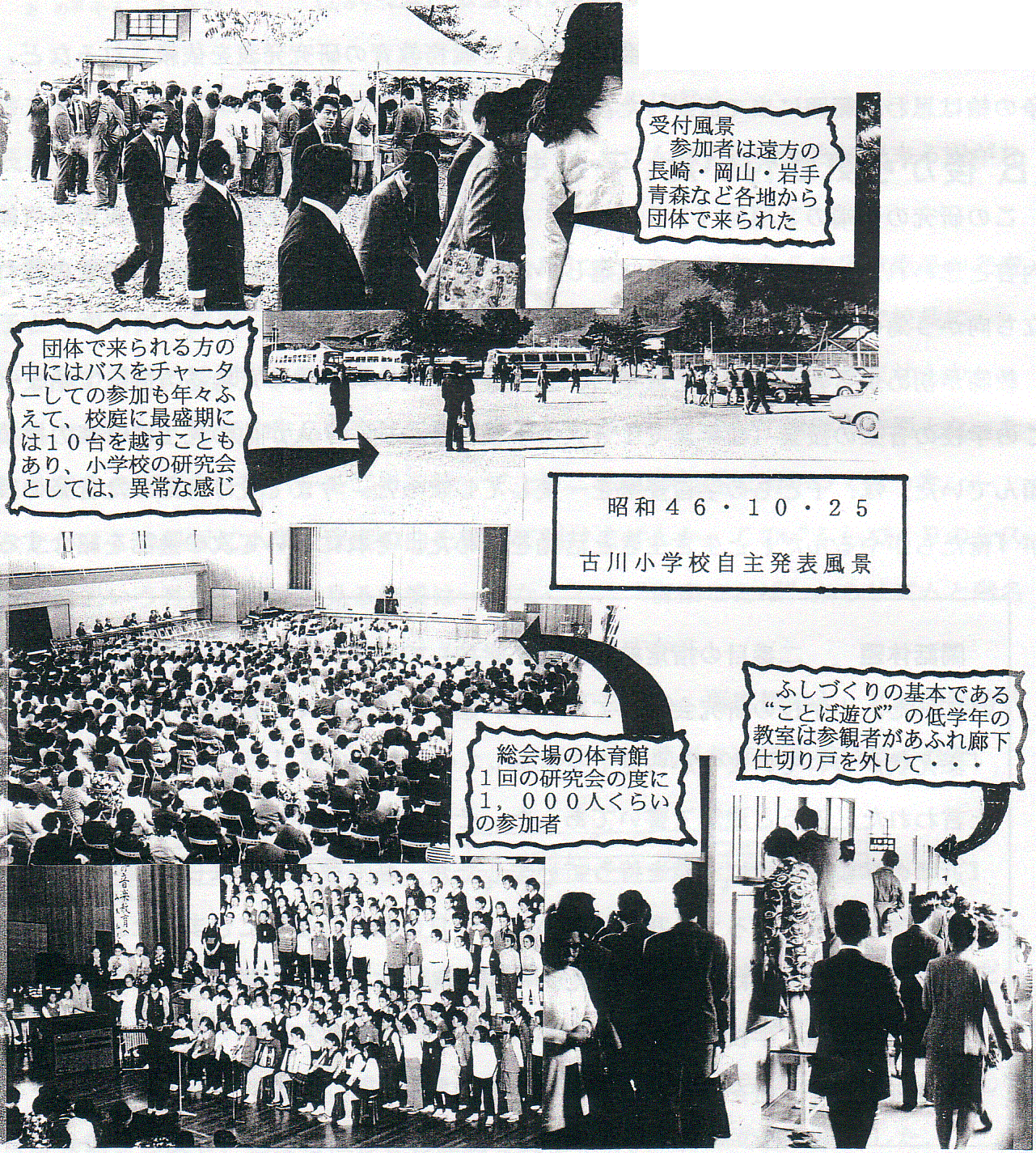
「古川詣で」の実際の様子

- 古川町立古川小学校で拡大参観日を設置された。
- 古川町立古川小学校の記録によれば、参観者は以下の通りである。
  - 2月7日：898名
  - 6月23日：550名
  - 10月26日：1000名
- 古川町立古川小学校で、毎年子どもたちの創作曲集「草ぶえ」を発行されるようになる。

昭和48年（1973年）
- ふしづくりの音楽教育の研究をまとめ、『音楽教育を子どものものに 〜子どもが音楽するふしづくりへの体質改善〜』（絶版）が出版された。
- 古川町立古川小学校が、ふしづくりの音楽教育を研究発表した自主参観日を開催した。古川小学校による記録では参観者は以下の通りと記載されている。
  - 5月28日：75名
  - 6月25日：387名
  - 9月22日：28名
  - 10月26日：950名
  - 11月24日：50名
  - 2月25日：230名
- NHKテレビ全国放映、NHK教育テレビ「教師の時間」で、ふしづくりの音楽教育が紹介された。
- シンガポール文部省が、視察に古川町立古川小学校に来校。

昭和52年（1977年）
- ふしづくりの音楽教育により、山本弘が文部大臣表彰を受ける。

昭和53年（1978年）
- 『ふしづくりの教育『ふしづくり一本道』 -新しい音楽学習をめざして-』（絶版）が、古川町立古川小学校の著作で出版された。古川町立古川小学校10年間の研究成果と、一人の児童の成長などが紹介された。

昭和54年（1979年）
- 文部省教科調査官の大和淳二（当時）の古川町立古川小学校に来校。「ふしづくり」の名称について、「誤解を受けるのでやめた方がよい」と指摘を受ける。同時に、「『ふしづくり』は新教育課程の理念と合致している」と発言した。

昭和56年（1981年）
- ふしづくりの音楽教育の結果を山本弘がまとめた『誰にでもできる音楽の授業 〜ふしづくりの音楽教育紙上実技講習〜』出版。本の中で「ふしづくり一本道」25段階、80ステップが紹介された。

平成12年（2000年）
- 山本弘による自費出版本『授業』出版。

平成14年（2002年）
- 同年2月以来、2年間に渡って文部科学省の学習指導要領作成委員に『小学校学習指導要領音楽編への意見具申』を7回に分けて送った。山本弘の主張の主眼は、「子どもの発達段階と、音楽能力の臨界期の観点から、小学校3年生（9歳）までを、現行の小学校学習指導要領音楽編のように『表現』・『鑑賞』ではなく、「音楽能力を育てる」記述に変えて欲しい。」ということであった。しかし、山本弘によれば、送付した作成委員からの返事は「なしのつぶて」であったという。そこで、『指導要領作成協力委員からの返事がないので世論に訴える檄文』を作成し、音楽教育系大学の教授などに送付した。尚、『小学校学習指導要領音楽編への意見具申』及び『指導要領作成協力委員からの返事がないので世論に訴える檄文』の全文は、山本弘のホームページ上に、全文が保存・掲載されている。山本弘のこの行動は、後にTOSS代表の向山洋一との出会いのきっかけとなり、TOSS内でもふしづくりの音楽教育に関する研究が開始されるようになった。

平成16年（2004年）
- 財団法人音楽鑑賞教育振興会発行の「おんかん」誌2004年4月号で、意見具申を黙殺していた前任者と交代したばかりの高須一（文部科学省初等中等教育局教育課程教科調査官、当時）が、連載の中でふしづくりの音楽教育を取り上げ、現代の音楽教育にその成果を取り入れる上での批判・検討を展開した。
- TOSS機関紙『教室ツーウェイ』誌（2004年12月号・明治図書）で、向山洋一（TOSS代表）が、連載の中で「ふしづくり」を取り上げ、検討をした。

現在
- ふしづくりの音楽教育は、岐阜県飛騨地区の音楽教師によって組織されている飛騨音楽教育研究会（山本正弘会長）の「ふしづくり一本道部会」の中で研究・実践報告を行っている。この組織で年に1回程度、実技講習会を行っている。
- 松永洋介（岐阜大学教授）の研究によれば、現在ふしづくりの音楽教育は、山本正弘が会長を務める岐阜県飛騨音楽教育研究会の流れと、関根朋子が代表を務めるTOSS音楽が吸収し発展させた流れの2つの流れで研究が継続してなされているという。
- 発達障害をもつ児童・生徒が通学する特定非営利活動法人　翔和学園では、発達障害の「治療教育の要素を取り入れた授業」として、小中学部・高等部の教育課程に、ＲＤＩ（対人関係発達指導法）とともに「ふしづくり」が位置付けられており、学校全体で取り組んでいる。